# Севе-Сёдерберг, Торгни
Торгни Севе-Сёдерберг (Сэве-Сёдерберг, швед. Torgny Säve-Söderbergh; 29 июня 1914, Лунд — 21 мая 1998, Уппсала) — шведский автор, переводчик, археолог и профессор египтологии в Уппсальском университете с 1950 по 1980 год. Младший брат палеонтолога Гуннара Севе-Сёдерберга.

## Образование и карьера
Торгни Сэве-Сёдерберг родился в Лунде 29 июня 1914 года в семье Готхарда Сёдерберга и Анны Сэве.
Севе-Сёдерберг учился в Гёттингенском университете, а затем поступил в докторантуру Уппсальского университета и получил докторскую степень в возрасте 27 лет за диссертацию «Египет и Нубия» (Ägypten und Nubien, 1941, на немецком языке). После окончания университета он занимался археологическими и историческими исследованиями. С 1935 по 1950 год он участвовал в археологических раскопках в Греции и Турции (1935, 1938–1939), а также в Египте (1937, 1950). С 1942 по 1980 год он был преподавателем, затем профессором египтологии (1950) и деканом (1960–1965) факультета искусств Уппсальского университета.
С 1950 по 1980 год он также занимал должность директора Музея египетских древностей в Уппсале. С 1960 по 1964 год он руководил раскопками скандинавской экспедиции в Суданской Нубии. В 1976-1977 годах также был директором экспедиции в Наг-Хаммади.
Помимо своих исследований, Севе-Сёдерберг способствовал популяризации археологических исследований, выступая на радио и написав популярные книги, такие как «Египетский характер» (1945) и «Фараоны и люди» (1958).
Когда в 1960-х годах строилась Асуанская плотина, Севе-Сёдерберг стал руководителем проекта совместной скандинавской экспедиции (1960–1964) в рамках международной кампании ЮНЕСКО по спасению храмов и исторических памятников Нубии. Подлежащая затоплению территория была исследована археологами, и большое количество храмов было спасено. Обширные находки и данные экспедиции были опубликованы в 14 томах под редакцией Севе-Сёдерберга. Он опубликовал своё повествование об экспедиции в популярной книге «Миссия в Нубии: как мир спас культурные памятники страны» (1996).

## Книги
Популярные книги на шведском языке:
- Egyptisk egenart («Египетский характер») (1945)
- Faraoner och människor («Фараоны и люди») (1958)
- Uppdrag Nubien: hur varlden raddade ettlands kulturminnen («Миссия в Нубии: как мир спас культурные памятники страны») (1996)

## Принадлежность
Саве-Сёдерберг был членом следующих академий и организаций:
- Шведская королевская академия наук (секретарь, президент)
- Королевская шведская академия литературы, истории и древностей
- Королевское общество наук в Уппсале
- Королевское общество гуманитарных наук в Уппсале
- Королевское общество искусств и наук Уппсалы
- Международная ассоциация египтологов (президент)[7]